# Macarthuria keigheryi
Macarthuria keigheryi är en tvåhjärtbladig växtart som beskrevs av B.J. Lepschi. Macarthuria keigheryi ingår i släktet Macarthuria och familjen Limeaceae. Inga underarter finns listade i Catalogue of Life.